# Star Command: Revolution
Pour les articles homonymes, voir Star Command (homonymie).
Star Command: Revolution est un jeu vidéo de stratégie en temps réel développé par Metropolis Digital et publié par GT Interactive sur MS-DOS le 24 mai 1996. Le jeu est republié le 23 février 1998 sur Windows 95 sous le titre Star Command Deluxe. Les évènements du jeu se déroulent dans la galaxie de Zeta dans laquelle quatre factions s’affrontent pour le contrôle d’une ressource récemment découverte. Le joueur incarne le leader d’une faction de rebelles cherchant à renverser le tyran, connu sous le nom de Narvek, qui contrôle l’ensemble de la galaxie.

## Accueil
| Star Command: Revolution |      |       |
| Média                    | Pays | Notes |
| Computer Gaming World    | US   | 1.5/5 |
| GameSpot                 | US   | 65 %  |
| PC PowerPlay             | AUS  | 80 %  |